# Верх-Тайменка
Верх-Та́йменка (рос. Верх-Тайменка) — село у складі Юргинського округу Кемеровської області, Росія.
Стара назва — Верхня Тайменка.

## Населення
Населення — 626 осіб (2010; 635 у 2002).
Національний склад (станом на 2002 рік):
- росіяни — 91 %